# IFS (企業)
IFS（IFS AB）は、スウェーデン・リンショーピングに本拠を置き、コンポーネントベースのビジネスアプリケーション（ERP）、設備資産管理(EAM)、フィールドサービス管理(FSM)を提供するグローバルプロバイダー。現在は投資会社のEQTが主要株主となっている。主な本社機能は、ロンドンに集約している。日本法人はIFSジャパン株式会社で1997年に設立。
2022年の通期決算の発表によると、既存顧客と新規顧客がIFS Cloudに切り替えたことにより、ソフトウェア収益が前年比28%増、クラウド収益が80%増となり、例外的な業績を達成しましたとのこと。これは、5年連続で2桁の力強い収益成長を確保したことを意味し、その戦略とグローバルな実行力において堅牢性を実証している。

## 沿革
コンポーネントベースのERPソフトウェア「IFS Applications」を開発以来、バージョンアップを実施し、世界各国に販売している。
- 1983年 - ベント・ニルソンがリンショーピング大学在籍中に他の4人の学生と共にスウェーデンにて設立
- 1985年 - 原子力発電所向け保守管理プログラムを開発: IFS Maintenance
- 1988年 - 自動車産業向けIFS Applicationsを開発
- 1990年 - ERPパッケージとしてIFS Applicationsをリリース
- 1991年 - ノルウェーとフィンランドに現地法人設立
- 1992年 - ポーランドに現地法人設立
- 1993年 - GUIをアプリケーション上で利用可能にする。デンマークとマレーシアに現地法人設立
- 1994年 - IFS Applicationsにオブジェクト指向が取り入れられる
- 1995年 - 北米、日本、インドネシアに拡大。IFS Applicationsコンポーネントにグラフィカル インターフェイスが追加
- 1996年 - ストックホルム証券取引所に株式上場
- 1997年 - R&Dセンターをスリランカに開設。英国、ドイツ、フランス,ブラジル、トルコに拡大。IFS Web clientをスタート
- 1998年 - ハンガリーとアルゼンチンに現地法人開設
- 1999年 - 米国EMS社を買収しギリシャに拡大
- 2000年 - Javaに基づくインターネット及びポータルソリューションを追加
- 2001年 - 中国、香港、ロシアに拡大
- 2002年 - IBMと協業し次世代Webポータル技術を採用したIFS Applicationsを開発
- 2004年 - 日本電気株式会社がIFSの7.7%の株式を取得
- 2005年 - IFS Applicationsのユーザーが500,000人突破
- 2006年 - Microsoft Office 2007との統合ソリューションのリリース計画を発表
- 2015年 - スウェーデンの投資会社EQTが買収し傘下に[2]
- 2018年 - IFS Applications 10の発売と3つの販売地域の作成
- 2021年 - IFS Cloudの発売
- 2022年 - ソフトウェアとサービスの大手投資家であるHgが、IFSとWorkWaveの重要な少数株主となることを発表。長期投資家のEQTは引き続き大株主であり、HgとTA Associatesが重要な少数株主となる

## 買収
| 買収番号 | 買収した企業                     | 買収年 | 分野                                                                           | 買収企業の国 | Acquisition costs |
| -------- | -------------------------------- | ------ | ------------------------------------------------------------------------------ | ------------ | ----------------- |
| 1        | MultiPlus Solutions              | 2009   | Project-based solutions[buzzword]                                              | ノルウェー   |                   |
| 2        | 360 Scheduling                   | 2010   | Scheduling engine                                                              | イギリス     |                   |
| 3        | Metrix LLC                       | 2012   | Field service management                                                       | 米国         |                   |
| 4        | Mxi Technologies Ltd             | 2016   | Integrated and intelligent maintenance management software solutions[buzzword] | カナダ       |                   |
| 5        | mplsystems Limited               | 2017   | Omni-channel contact centre and customer engagement software                   | イギリス     |                   |
| 6        | Field Service Management Limited | 2017   | Field service management solutions[buzzword]                                   | イギリス     |                   |
| 7        | WorkWave LLC                     | 2017   | Service management solutions[buzzword]                                         | 米国         |                   |
| 8        | Astea International              | 2019   | Field Service management solutions[buzzword]                                   | 米国         |                   |
| 9        | Clevest, Inc.                    | 2020   | Mobile Workforce Management solution[buzzword]                                 | カナダ       |                   |
| 10       | Axios Systems                    | 2021   | Enterprise Service Management solution[buzzword]                               | イギリス     |                   |
| 11       | Customerville                    | 2021   | Customer Experience (CX) provider                                              | 米国         |                   |
| 12       | Ultimo Software Solutions        | 2022   | Enterprise Asset Management (EAM)                                              | オランダ     |                   |

## 受賞歴
IFSは、「European Business Awards 2019」において、33カ国以上15万社の中から「European Digital Technology Award」を受賞。2020年には、同社CEOのDarren Roosが「CEO of the Year 2020」を受賞。「Transform Awards 2020」ではIFSがブロンズメダルを獲得。The Channel Companyの一ブランドCRNから「2020 Partner Program Guide」で5スターを獲得[31]。2019年にCSR Awardと共にIFS Education programでCSR Excellence Awardを獲得。IFS Educationは「Educational Award」を、Edge of the Educationは「Corporate Award」をそれぞれ受賞。
- ガートナーマジック・クアドラントのフィールドサービス管理部門において6年連続でリーダーを獲得
- Forrester Wave Enterprise Service Wave 2021レポートにおけるリーダー
- 2021年 IDC MarketScape for SaaS and Cloud-Enabled Manufacturing EAM ApplicationsでLeaderに選ばれました。
- 製造フィールドサービス管理アプリケーションの2021-2022年IDC MarketScapeにおけるリーダー
- フィールドサービス管理向けConstellation ShortList（コンステレーション・ショートリスト）
- 製品中心型クラウドERP向けConstellation ShortList（コンステレーション・ショートリスト）

## 日本法人
日本法人「IFSジャパン株式会社」は1997年に設立、東京（Otemachi Oneタワー）にオフィスを持つ。日本電気、日本アイ・ビー・エムなどのパートナー企業を通じて、および、直販にて、クラウドERPのIFS Cloudの販売および各種のサービス提供を行っている。